# Wzdół Rządowy (gromada)
Wzdół Rządowy (alt. Wzdół) – dawna gromada, czyli najmniejsza jednostka podziału terytorialnego Polskiej Rzeczypospolitej Ludowej w latach 1954–1972.
Gromady, z gromadzkimi radami narodowymi (GRN) jako organami władzy najniższego stopnia na wsi, funkcjonowały od reformy reorganizującej administrację wiejską przeprowadzonej jesienią 1954 do momentu ich zniesienia z dniem 1 stycznia 1973, tym samym wypierając organizację gminną w latach 1954–1972.
Gromadę Wzdół Rządowy z siedzibą GRN we Wzdole Rządowym utworzono – jako jedną z 8759 gromad na obszarze Polski – w powiecie kieleckim w woj. kieleckim, na mocy uchwały nr 13c/54 WRN w Kielcach z dnia 29 września 1954. W skład jednostki weszły obszary dotychczasowych gromad Wzdół Rządowy Nr. 2 Wiącka, Wzdół Plebański Ścignia, Wzdół Plebański Kolonia, Gołębiówka-Orzechówka i Kamionka ze zniesionej gminy Bodzentyn w tymże powiecie. Dla gromady ustalono 27 członków gromadzkiej rady narodowej.
31 grudnia 1961 do gromady Wzdół Rządowy przyłączono wsie Siekierno Podmilowiec, Siekierno Podmieście i Siekierno Przedgrodzie ze zniesionej gromady Leśna.
Gromada przetrwała do końca 1972 roku, czyli do kolejnej reformy gminnej.